# Christian Rose (Handballspieler)
Christian Rose (* 9. Januar 1977 in Coburg) ist ein ehemaliger deutscher Handballspieler.
Seine Karriere begann der ehemals 1,92 Meter große und 91 kg schwere, linkshändige rechte Rückraumspieler beim TV 1848 Coburg, für dessen Jugend und 1. Männermannschaft er spielte. Anschließend wechselte er zur HG Erlangen. Ab 1999 spielte er in der 1. Bundesliga bei der SG Wallau/Massenheim. Von dort wurde er im Mai 2003 für einen Monat an den spanischen Verein BM Ciudad Real ausgeliehen. 2004 wechselte er zu TUSEM Essen, mit dem er 2005 den EHF-Pokal gewann. Nach dem Lizenzentzug für den TUSEM stand er während der Saison 2005/2006 beim Zweitligisten Füchse Berlin unter Vertrag. Zu Beginn der Saison 2006/2007 ging Rose in die Schweiz zu den Kadetten Schaffhausen. Im Oktober 2007 wechselte er nach einer langwierigen Verletzung zu den Grasshoppers Zürich. Zur Saison 2008/2009 kehrte er in seine Heimatstadt Coburg, zum dortigen Zweitligisten HSC 2000 Coburg, zurück. In der Saison 2011/2012 spielt Rose für den OHV Aurich in der 3. Liga, anschließend beendete er aus gesundheitlichen Gründen seine Karriere.
Sein Debüt für die deutsche Nationalmannschaft gab er am 7. Mai 1999 in Hasselt gegen Belgien. In 69 Länderspielen erzielte er 142 Tore. Er nahm mit der Nationalmannschaft an der Weltmeisterschaft (WM) 2001 und der WM 2003 sowie an der Europameisterschaft 2002 teil.
Rose ist verheiratet und von Beruf Kommunikationskaufmann. Bis 2017 war er Geschäftsführer des wirtschaftlichen Trägers der Profihandballer beim OHV Aurich, der Ostfriesland Handball Sportmarketing GmbH. Danach war er für die ÖKORENTA-Gruppe tätig, bis er 2024 als kaufmännischer Vorstand zur Kunsthalle in Emden wechselte.

## Sportliche Erfolge
- Nationalmannschaft
  - Supercup-Gewinner 2001
  - Vizeeuropameister 2002
  - Vizeweltmeister 2003
- SG Wallau/Massenheim
  - Teilnahme DHB-Pokal Final-Four-Pokalturnier 2000 und 2003
- BM Ciudad Real
  - Copa del Rey 2003
- TUSEM Essen
  - EHF-Pokalsieger 2005
- Kadetten Schaffhausen
  - Schweizer Supercup-Gewinner 2006
  - Schweizer Cup-Gewinner 2006
  - Schweizer Meister 2007